# Departamentul Guidan Roumdji
Departamentul Guidan Roumdji este un departament din  regiunea Maradi, Niger, cu o populație de 348.321 locuitori (2001).